# Roger L. Stevens
Roger Lacey Stevens (Detroit, 12 marzo 1910 – Washington, 2 febbraio 1998) è stato un produttore teatrale e imprenditore statunitense.
È stato Presidente e fondatore del Kennedy Center for the Performing Arts (1961) e del National Endowment for the Arts (1965).

## Biografia
Frequentò la Choate School (ora Choate Rosemary Hall) a Wallingford, nel Connecticut e stava per entrare all'Università Harvard, ma le difficoltà finanziarie del padre lo costrinsero a cambiare i suoi piani. Frequentò l'Università del Michigan per un anno prima di abbandonare. Negli anni della grande depressione lavorò in una catena di montaggio della Ford e in una stazione di benzina.
Nel 1934 entrò a far parte di una società immobiliare di Detroit. Nel 1937, prima che avesse 30 anni, il suo lavoro nel settore immobiliare gli aveva fatto guadagnare una piccola fortuna di circa 50.000 dollari. Diresse una sorta di cooperativa (syndicate), insieme a Ben Tobin e Alfred R. Glancy Jr., che acquistò l'Empire State Building nel 1951 per la gigantesca somma di 51 milioni di dollari. Tre anni dopo raddoppiò il suo investimento vendendo la sua quota dell'edificio.
Nel 1953, insieme ad Alfred R. Glancy Jr., Ben Tobin e H. Adams Ashforth, fondò la Unico Properties con l'intento di sviluppare un sito dell'Università del Washington di oltre 4 ettari nel centro di Seattle. Si è impegnato in politica come presidente del comitato finanziario del Partito Democratico nel 1956. Durante la sua carriera ha prodotto più di 100 spettacoli e musical, tra cui West Side Story, Bus Stop e La gatta sul tetto che scotta. Nel 1971 ha ricevuto lo Special Tony Award per il suo lavoro. È diventato noto per aver prodotto e fatto conoscere opere di scrittori come Harold Pinter, Arthur Kopit e Tom Stoppard.
È stato amministratore generale dell'Actors Studio, nonché uno dei produttori della Playwrights' Company, membro del consiglio di amministrazione dell'American National Theatre and Academy (ANTA) e nel 1953 fondatore, con Robert Whitehead e Robert W. Dowling, di una società produttrice di Broadway. Nel 1961, il presidente John Fitzgerald Kennedy gli chiese di aiutare a creare un centro culturale nazionale, divenendo quindi presidente, dal 1961 al 1988, del consiglio di fondazione di quello che alla fine fu chiamato Kennedy Center. Nel 1965 il presidente degli Stati Uniti Lyndon B. Johnson lo nominò come primo presidente del Consiglio nazionale delle arti, in seguito nominato National Endowment for the Arts. Nel 1986 è stato iscritto nell'American Theater Hall of Fame.